# خوسيه أنخيل إسبينوزا
خوسيه أنخيل إسبينوزا (بالإسبانية: José Ángel Espinoza "Ferrusquilla")‏ هو ملحن وكاتب أغاني وممثل مكسيكي، ولد في 2 أكتوبر 1919 في Choix ‏ في المكسيك، وتوفي في 6 نوفمبر 2015 في مازاتلان في المكسيك بسبب ذات الرئة.

## وصلات خارجية
- خوسيه أنخيل إسبينوزا على موقع IMDb (الإنجليزية)
- خوسيه أنخيل إسبينوزا على موقع ميوزك برينز (الإنجليزية)
- خوسيه أنخيل إسبينوزا على موقع ديسكوغز (الإنجليزية)
- خوسيه أنخيل إسبينوزا على موقع ديسكوغز (الإنجليزية)
- خوسيه أنخيل إسبينوزا على موقع ديسكوغز (الإنجليزية)
- خوسيه أنخيل إسبينوزا على موقع قاعدة بيانات الفيلم (الإنجليزية)